# .gl
.gl為格陵蘭國家及地區頂級域（ccTLD）的域名，於1994年4月8日啟用。
2009年12月15日，Google推出縮短網址服務「Google URL Shortener」（goo.gl），使用.gl的域名。不過该服务已于2019年3月30日关闭。 

## 外部連結
- IANA .gl whois information（页面存档备份，存于）